# Christian Labrande
Christian Labrande, est un spécialiste de l’audiovisuel musical, réalisateur et scénariste français, né le 14 janvier 1948 dans le 7ème arrondissement de Paris.
Il est l’auteur de nombreux documentaires pour la chaîne Arte. Il est également organisateur de plusieurs cycles de musique filmés à l’Auditorium du Musée du Louvre.
Certaines de ses programmations sont reprises à l’étranger, par exemple au Lincoln Center ou au Barbican Centre.

## Biographie
De 1989 à 2017, Christian Labrande se consacre essentiellement à son activité de programmateur de documentaires musicaux ("Classique en images",) et de cycles transversaux ("Clip & Clap") pour l'Auditorium du Musée du Louvre et d'autres salles de spectacle en France (Cité de la Musique, Auditorium du Musée d'Orsay, Cinéma Le Balzac...) et à l'étranger (Lincoln Center à New York, Barbican Centre à Londres, Amsterdam, Tokyo...).